# Dolmen de Mané-Bogad
Le dolmen de Mané-Bogad,, est un dolmen de Ploemel, dans le Morbihan en France.

## Localisation
Le dolmen est situé dans un bois, à environ 110 m à vol d'oiseau au nord du hameau d'Er-Grah et 1 km, à l'ouest du centre-bourg de Ploemel.

## Description

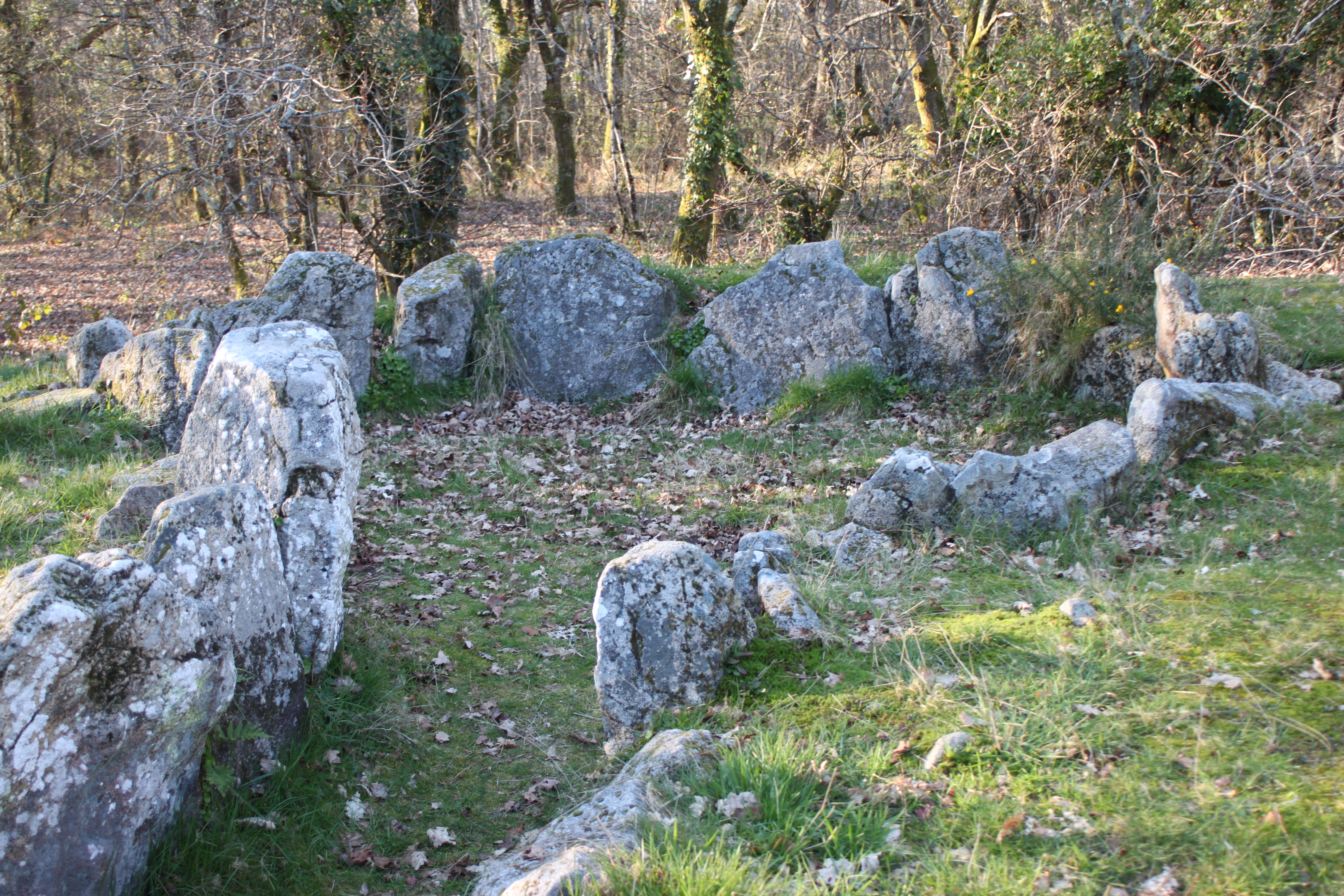
La chambre circulaire.

Le mégalithe un dolmen à couloir à chambre circulaire. Ses dalles de couverture ont disparu,. Les restes d'un ancien tumulus demeurent encore visibles.
L'édifice mesure environ 9 m de longueur pour 6 m de largeur.

## Historique
Le monument date du Néolithique.
Le dolmen est classé au titre des monuments historiques par arrêté du 1er juin 1931.

### Reconstitution 3D
- Dolmen de Mané Bogad (construit par photogrammétrie)